# Cantón de Tauves
El cantón de Tauves era una división administrativa francesa, que estaba situada en el departamento de Puy-de-Dôme y la región de Auvernia.

## Composición
El cantón estaba formado por seis comunas:
- Avèze
- Labessette
- Larodde
- Saint-Sauves-d'Auvergne
- Singles
- Tauves

## Supresión del cantón de Tauves
En aplicación del Decreto n.º 2014-210 de 21 de febrero de 2014, el cantón de Tauves fue suprimido el 22 de marzo de 2015 y sus 6 comunas pasaron a formar parte del nuevo cantón de Le Sancy.